# ズヴォレン - コシツェ線
ズヴォレン - コシツェ鉄道線（スロバキア語;Železničná trať Zvolen – Košice、公共時刻表用路線番号:160）は、スロバキア・バンスカービストリツァ県ズヴォレン郡ズヴォレン市とコシツェ県コシツェ市コシツェ1区を結ぶ鉄道路線の通称である。
スロバキア国鉄（ŽSR）コシツェ - プレシヴェツ線（Trať Košice – Plešivec、TTP路線番号:109 A）の全区間およびプレシヴェツ - ズヴォレン旅客駅線（Trať Plešivec – Zvolen osobná stanica、TTP路線番号:115 A）の全区間、およびクラースナナドホルナードム - バルツァ第四信号扱所線（Trať Krásna nad Hornádom – Barca St. 4、TTP路線番号:109 C）、ウルバーンカ信号場 - フィリャコヴォ第三信号扱所線（Trať Výh. Urbánka – Fiľakovo St. 3、TTP路線番号:115 B）に相当する。
本項ではあわせて、公共時刻表においてかつてズヴォレン - コシツェ鉄道線と同一索引で掲載されていた通称・レナルトウツェ - バーンレーヴェ鉄道線（Železničná trať Lenartovce - Bánréve）に相当するŽSRバーンレーヴェ - レナルトウツェ線（Trať Bánréve HU – Lenartovce、TTP路線番号:115 C）およびハンガリー国家鉄道株式会社（MÁV Zrt.）ミシュコルツ＝ティサ - バーンレーヴェ国境線（Miskolc-Tiszai – Bánréve országhatár vonal、MÁV Zrt.鉄道事業総局規定路線番号:148）についても述べる。

## 概要
北部スロバキアのジリナ - コシツェ鉄道線（線区長238.9km）とならび、南部スロバキアにおける東西連絡線の役割を担っている幹線である。線区の約半分が複線となっているが、電化されているのは西端のズヴォレン旅客駅 - ズヴォレンヴィーホト貨物鉄道駅間（交流50Hz25000V）と、東端のハニスカプリコシツィアフ鉄道駅 - コシツェ鉄道駅間（直流3000V）のみで、ほぼ全線区が非電化である。営業最高速度は100km/hである。
ズヴォレン旅客駅 - ロジュニャヴァ鉄道駅間およびトゥルニャナッポドヴォウ鉄道駅 - コシツェ鉄道駅間は19世紀後半に開業したもので、1955年、ロジュニャヴァ鉄道駅 - トゥルニャナッポドヴォウ鉄道駅間の新線建設にともなう路線再編で誕生した。
運輸建設省およびスロバキア国鉄が進める近代化施策では北東回廊（ブラチスラヴァ - ジリナ鉄道線およびジリナ - コシツェ鉄道線）およびニトラ - トルノヴェツナッヴァーホム間新線建設が優先されているため、南部幹線である当線の近代化は進んでおらず、施設の老朽化が進んでいる。非電化で古い線路規格に起因する運転速度の低さが問題になっているが、運輸建設省は貨物・旅客の利用状況から全線一括して設備更新を行う大規模投資は困難であるとしていて、国鉄では投資対効果を慎重に見極めつつ、ズヴォレン方およびコシツェ方の比較的利用の多い区間を対象に段階的に近代化を進める方針である。

### コシツェ - プレシヴェツ線
コシツェ - プレシヴェツ線（109 A、線区長84.026km）は、コシツェ県の県都コシツェ市から県南を横断し同県西部のプレシヴェツ市に至る線区である。チョプ - チエルナッチソウ - コシツェ線（101 A）とハニスカプリコシツィアフ鉄道駅を直結する短絡線クラースナナドホルナードム - バルツァ第四信号扱所線（109 C、線区長2.084km）が分岐している。全区間がコシツェ地域総局管内である。
コシツェ - ハニスカプリコシツィアフ間、ヒーム信号場 - チェチェノウツェ間、ドリエノヴェツ信号場 - トゥルニャナッボドヴォウ間、ドヴォルニキ＝ザージエル信号場 - トゥネル信号場間、リプトウニク - ロジュニャヴァ間、スラヴェツヤスキニャ - ブルゾチーン間が複線化されている。
19世紀にハンガリー東部に鉄道網を運営したティサヴィデーキ鉄道会社ミシュコルツ - カッシャウ（コシツェ）鉄道線の一部（バルツァ - コシツェ間）および民間出資で同線バールツァ（スロバキア名・バルツァ）から分岐して建設されたバールツァ - トルナ（スロバキア名・トゥルニャナッポドヴォウ）鉄道と、第二次世界大戦後に南部スロバキアを横断する幹線構築のためチェコスロバキア国鉄（ČSD）によって建設された新線区間ロジュニャヴァ - トゥルニャナッポドヴォウ間、19世紀にゲメル産業鉄道として民間出資で着工したのち開業前に国有化したバーンレーヴェ - ドブシナ（スロバキア名・ドブシナー）鉄道線のプレシヴェツ以北を前身とする。
コシツェ方は東部スロバキア最大の企業で中欧最大の製鉄所USスチールコシツェ（U. S. Steel Košice、旧東スロバキア製鉄国営会社）への専用線が分岐するハニスカプリコシツィアフ鉄道駅以東が直流電化されており、ジリナ - コシツェ鉄道線経由でチェコから輸入される製鉄用粉炭などの重貨物列車が多数運行されているほか、コシツェ貨物駅およびバルツァ鉄道駅周辺には、複数の工場専用線や、コシツェ市の都市暖房用蒸気供給事業者、TEKOコシツェ暖房施設株式会社（Tepláreň Košice a.s./TEKO）への燃料供給用専用線が接続している。
またコシツェ - モルダヴァナッボドヴォウ間はコシツェへの近郊地域輸送が行われており、モルダヴァナッボドヴォウ市の市街地に面し路線バス等の他交通機関と連携した統合旅客輸送ターミナル（TIOP, Terminál integrovanej osobnej dopravy）として整備されたメジェウ - モルダヴァナッボドヴォウ線（111 D）モルダナッボドヴォウメスト停留場とコシツェ鉄道駅間で直通の旅客列車（Os）が運行されている。
スロバキアカルスト台地の一部でロジュニャヴァ盆地とコシツェ盆地を隔てているヤブロノウ台地（sk:Jasovská planina）を越える単線のヤブロノウトンネル（全長3148m）を挟んだロジュニャヴァ、プレシヴェツ方は、ハンガリー時代から石灰岩地形が生み出す峡谷群や鍾乳洞がある自然景勝地として知られ、現在はスロバキアカルスト国立公園（Národný park Slovenský kras）として世界自然遺産に登録されている。
セメント原料の石灰石産地として、セメントメーカーCRHスロバキア株式会社トゥルニャナッポドヴォウセメント工場が立地するウチェラーチェ採石場とトゥルニャナッポドヴォウ鉄道駅を結ぶUSスチールコシツェ運営の専用線や、ベルギーの大手鉱山会社カルムーズ（fr:Carmeuse）のセメント子会社カルムーズスロバキア工場が立地するゴンバセク採石場とスラヴェツヤスキニャ鉄道駅を結ぶ専用線が当線と接続しており、製品のセメント貨物列車が運行されている。
ロジュニャヴァ鉄道駅およびプレシヴェツ鉄道駅を起点とするゲメル地方3支線区（111 A ドブシナー - ロジュニャヴァ線、111 B プレシヴェツ - スラヴォショウツェ線、111 C プレシヴェツ - ムラーニュ線）をはじめとする沿線支線区では、定期旅客列車が運行休止されている一方、国有林の営林事業を行っているスロバキア共和国営林国有会社（LESY Slovenskej republiky, š.p.）の貯木場専用線や沿線工場などの複数の専用線が接続して当線を経由した原材料搬入や製品出荷の貨物列車が現在も運行されており、観光チャーター列車などの不定期列車が運行されることもある。
コシツェ貨物駅に隣接してコシツェ機関区があり、鉄道企業体スロバキア（ZSSK）コシツェ地域管理区（Oblastná správa depa Košice）および鉄道企業体カーゴスロバキア（ZSSK Cargo）コシツェ貨車検修区（Opravovňa nákladných vozňov Košice）が置かれている。またハニスカプリコシツィアフ鉄道駅場内にZSSKカーゴ・ハニスカプリコシツィアフ機関区貨車検修区（Rušňové depo a opravovňa nákladných vozňov Haniska pri Košiciach）、プレシヴェツ鉄道駅場内にZSSKカーゴ・プレシヴェツ機関区（Rušňové depo Plešivec）が置かれている。

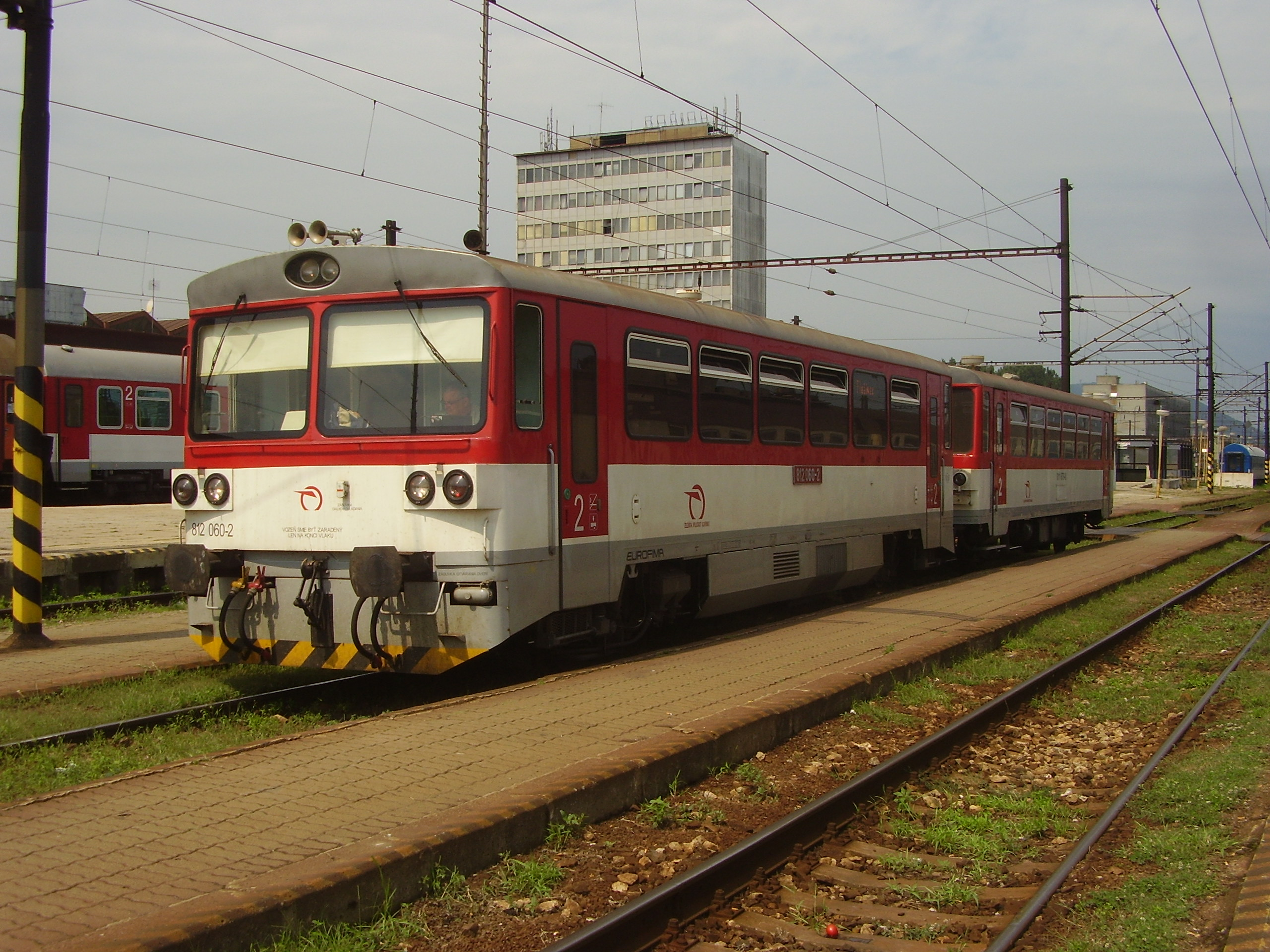
コシツェ鉄道駅で停車中のコシツェ発プレシヴェツ行旅客Os6404列車（2008年）
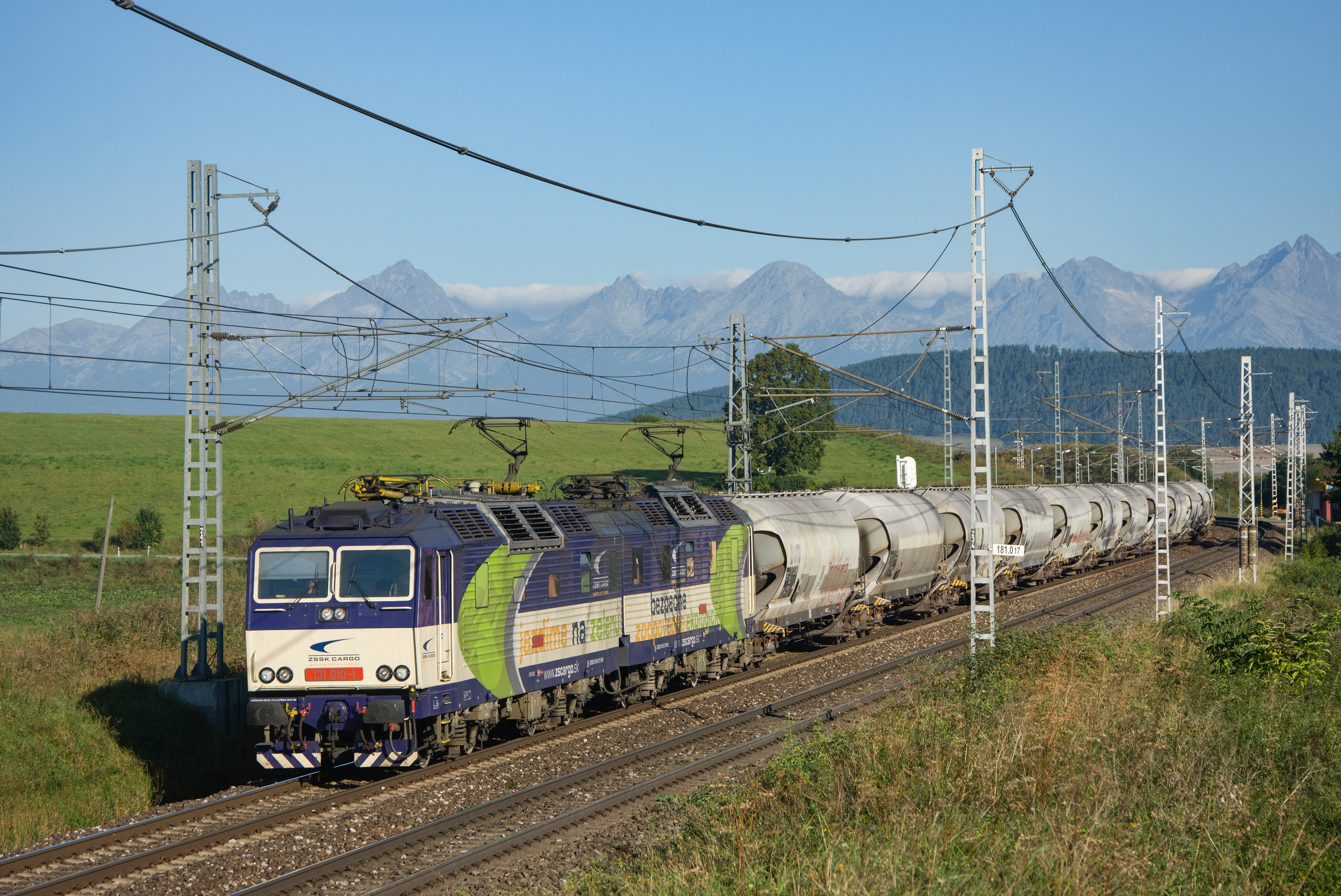
コシツェから当線ハニスカプリコシツィアフ鉄道駅まで乗り入れるジェトマロヴィツェ（チェコ）発ハニスカプリコシツィアフ行粉炭輸送貨物列車（ジリナ - コシツェ鉄道線レタノウツェ-スピシュスケートマーショウツェ間、2020年）
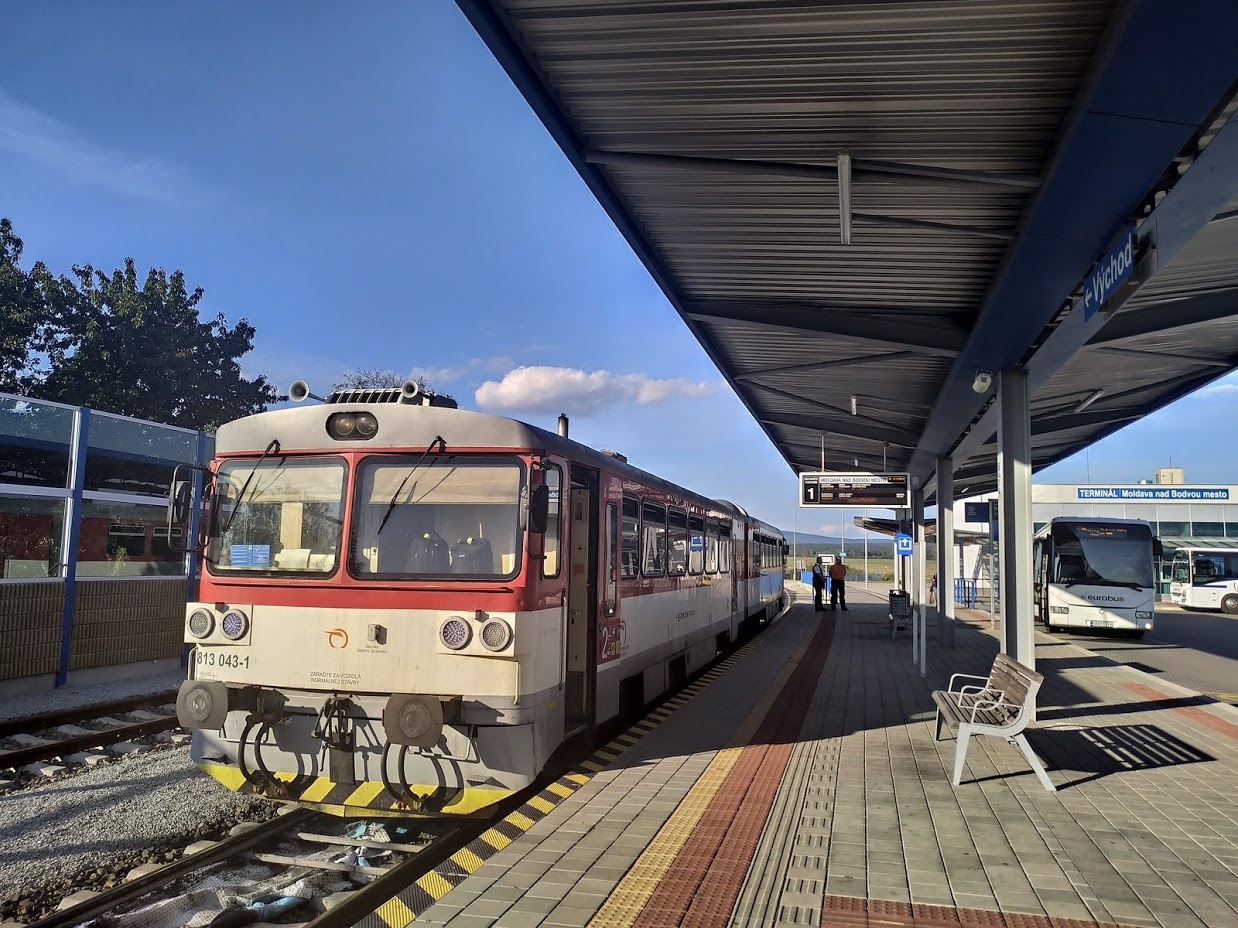
統合旅客輸送ターミナル（TIOP）として整備されたメジェウ - モルダヴァナッボドヴォウ線モルダナッボドヴォウメスト停留場に停車するズヴォレン - コシツェ鉄道線直通旅客列車（2020年）
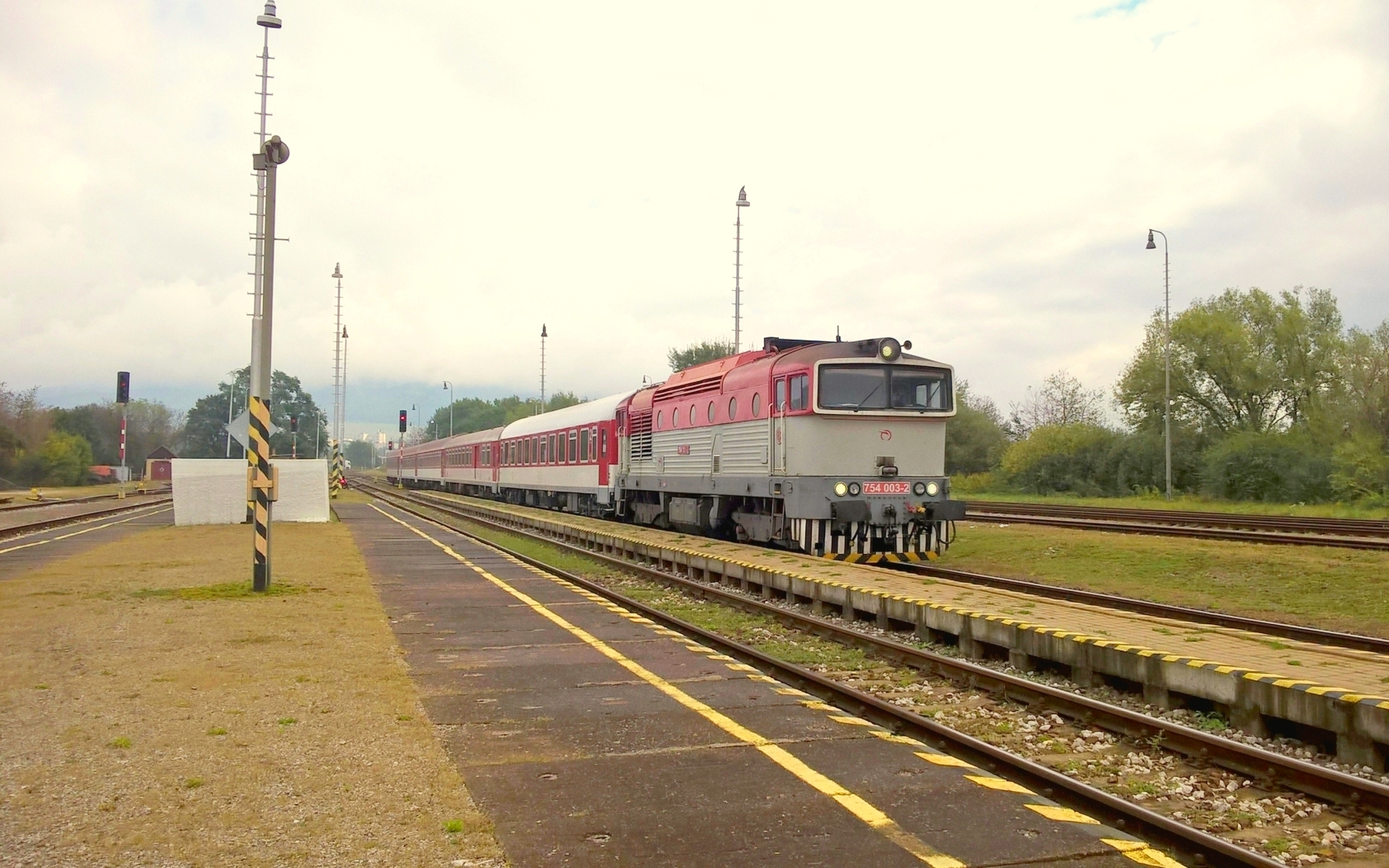
ロジュニャヴァ鉄道駅に到着するコシツェ発ブラチスラヴァ中央駅行高速R812列車「ゲメラン」（2020年）
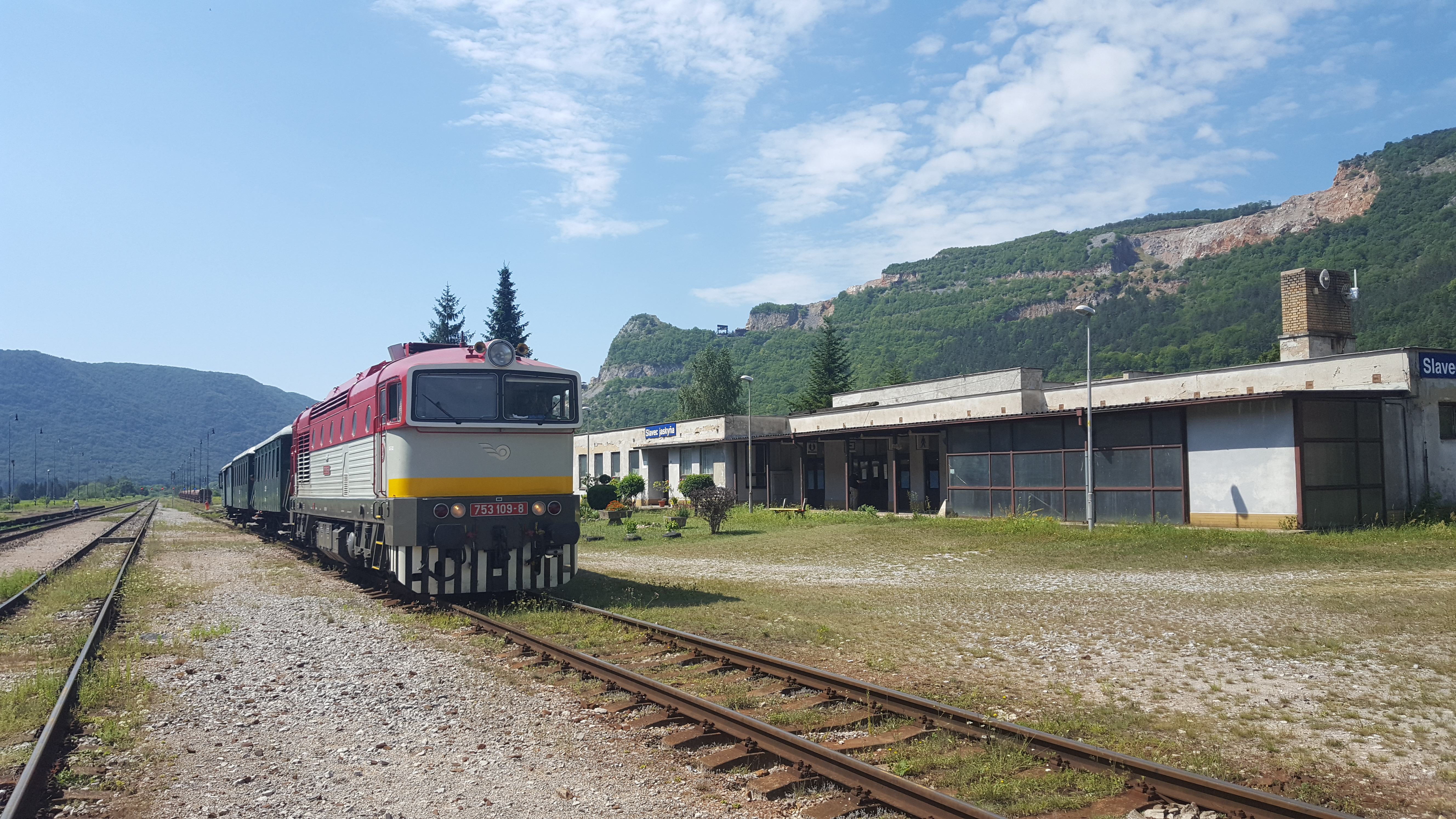
セメント原料の石灰石を産出するゴンバセク採石場を望むスラヴェツヤスキニャ鉄道駅に停車中の観光チャーター列車（2017年）
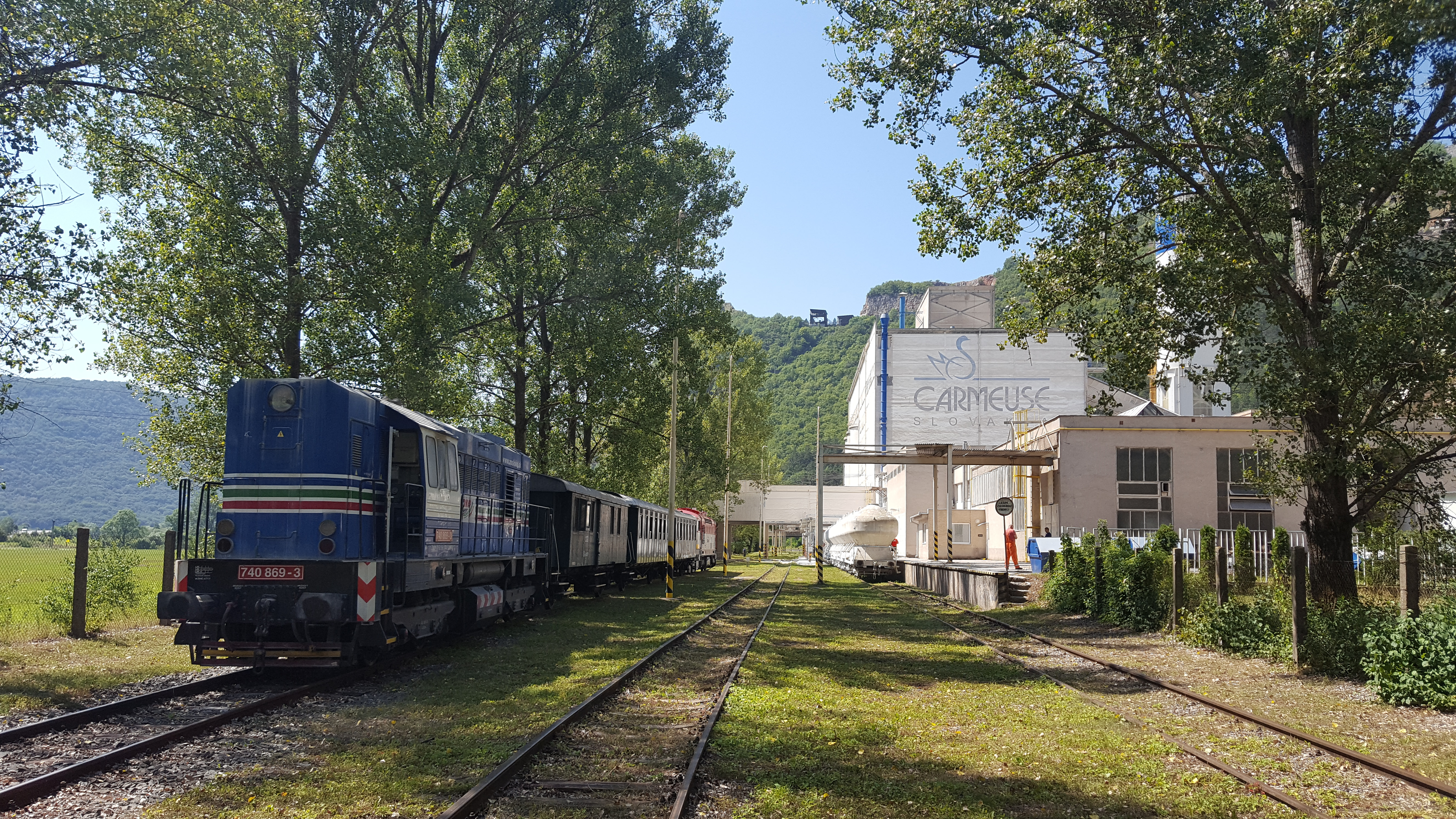
セメント工場のカルムーズスロバキア工場専用線（2017年）

### プレシヴェツ - ズヴォレン旅客駅線
プレシヴェツ - ズヴォレン旅客駅線（115 A、線区長149.704km）は、コシツェ県西部のプレシヴェツ市からバンスカービストリツァ県南部を横断し同県の交通の要衝ズヴォレン市に至る路線である。途中レナルトウツェ鉄道駅とハンガリー・バーンレーヴェ鉄道駅を結ぶバーンレーヴェ - レナルトウツェ線（115 C、線区長0.771km）と、フィリャコヴォ鉄道駅に迂回せずコシツェ方とズヴォレン方を短絡するウルバーンカ信号場 - フィリャコヴォ第三信号扱所線（115 B、線区長1.670km）の2線区が分岐している。、コシツェ地域総局プレシヴェツ鉄道駅のズヴォレン方場外（30.714km）に局界があり、以西の全区間がズヴォレン地域総局管内である。
コシツェ県内のゲメルスカーホールカ - チョルトヴォ停留場信号場間と、バンスカービストリツァ県内のイェセンスケー - ルーカ信号場間、ルーチュナ信号場 - ヴィノフラディ信号場間、ロヴィノバニャ - クリヴァーニュ間、スラチナ信号場 - ズヴォレン旅客駅間が複線化されている。ズヴォレンにおける貨物ターミナル駅であるズヴォレンヴィーホト鉄道駅以西は交流電化されている。
19世紀にゲメル産業鉄道として着工したバーンレーヴェ - ドブシナ鉄道線のプレシヴェツ以南とバーンレーヴェ - フュレク（スロバキア名・フィリャコヴォ）鉄道線、ハンガリー北部鉄道および同社を国有化したハンガリー王立鉄道（MÁV）シャルゴータルヤーン - ゾーイオム（スロバキア名・ズヴォレン） - ルットカ（スロバキア名・ウルートキ）鉄道線のフィリャコヴォ以西を前身とし、接続駅であったフィリャコヴォ鉄道駅にはかつて機関区も置かれていた。
ドブシナーからハンガリーに流れるスラナー川沿いに南下したのち、チェコスロバキア成立直後に建設されたアボウツェ - レナルトウツェ間の短絡線を経てフィリャコヴォに至り、南スロバキア盆地の都市ルチェネツからクリヴァーニュ川沿いにストリツァ山地（sk:Stolické vrchy）を越え、スラチナ川沿いにズヴォレン盆地に至る区間である。このうちストリツァ山地の峠区間にあたるピーラ停留場自動信号所 - クリヴァーニュ間には1871年開通時に建設されたピーラトンネル（Pílanský tunel、全長121m）とクリヴァーニュトンネル（Kriváňsky tunel、全長321m)の2つの単線トンネルがあったが、複線化に伴いピーラトンネルは1983年の別線化、クリヴァーニュトンネルは1979年の切り通し化によってともに廃止された。
線区内の複数の鉄道駅でスロバキア共和国営林国有会社（LESY Slovenskej republiky, š.p.）の貯木場専用線や地元の家畜飼料メーカー・ゲメルナークプ株式会社（GEMERNÁKUP, a.s）の出荷専用線が接続しているほか、国内最大手チップボードメーカーのブゥチナDDD企業体有限責任会社（Bučina DDD, spol. s r.o.、ズヴォレン市）、農業・建設・鉱業用機械メーカーのPPSグループ株式会社（PPS Group a.s.、デトヴァ市）など沿線立地工場の原材料搬入および製品出荷用専用線、またズヴォレン市の都市暖房用蒸気供給事業者であるズヴォレン暖房施設株式会社（Zvolenská teplárenská a.s.）への燃料輸送用専用線が接続しており、それぞれ当線区経由の貨物列車が運行されている。
ズヴォレン貨物駅 - ズヴォレン旅客駅間にズヴォレン機関区があり、鉄道企業体カーゴスロバキア（ZSSK Cargo）ズヴォレン機関区貨車検修区（Rušňové depo a opravovňa nákladných vozňov Zvolen）が置かれている。またズヴォレン旅客駅場内に鉄道企業体スロバキア（ZSSK）ズヴォレン地域管理区（Oblastná správa depa Zvolen）が置かれている。

### ŽSRバーンレーヴェ - レナルトウツェ線・MÁV Zrt.ミシュコルツ＝ティサ - バーンレーヴェ国境線
ŽSRバーンレーヴェ - レナルトウツェ線（115 C、線区長0.771km）およびMÁV Zrt.ミシュコルツ＝ティサ - バーンレーヴェ国境線バーンレーヴェ - バーンレーヴェ国境間（148、区間長0.875km）は、ハンガリー帝国時代のバーンレーヴェ - フュレク（スロバキア名・フィリャコヴォ）鉄道線のうち、1920年のアボウツェ - レナルトウツェ短絡線供用開始後にハンガリー側との連絡線として残存した区間である。全区間が単線非電化で、ŽSR区間についてはズヴォレン地域総局の管内である。
現在はスロバキアとハンガリーとの間の国際貨物列車が通過している。旅客列車については2008年/2009年ダイヤにおいてレナルトウツェ - バーンレーヴェ間の区間運転で午前中と夕方に各1往復の旅客列車（Os）が設定されていたが、翌2009年/2010年ダイヤ以降設定はなくなり、現在は公共時刻表における索引から抹消されている。

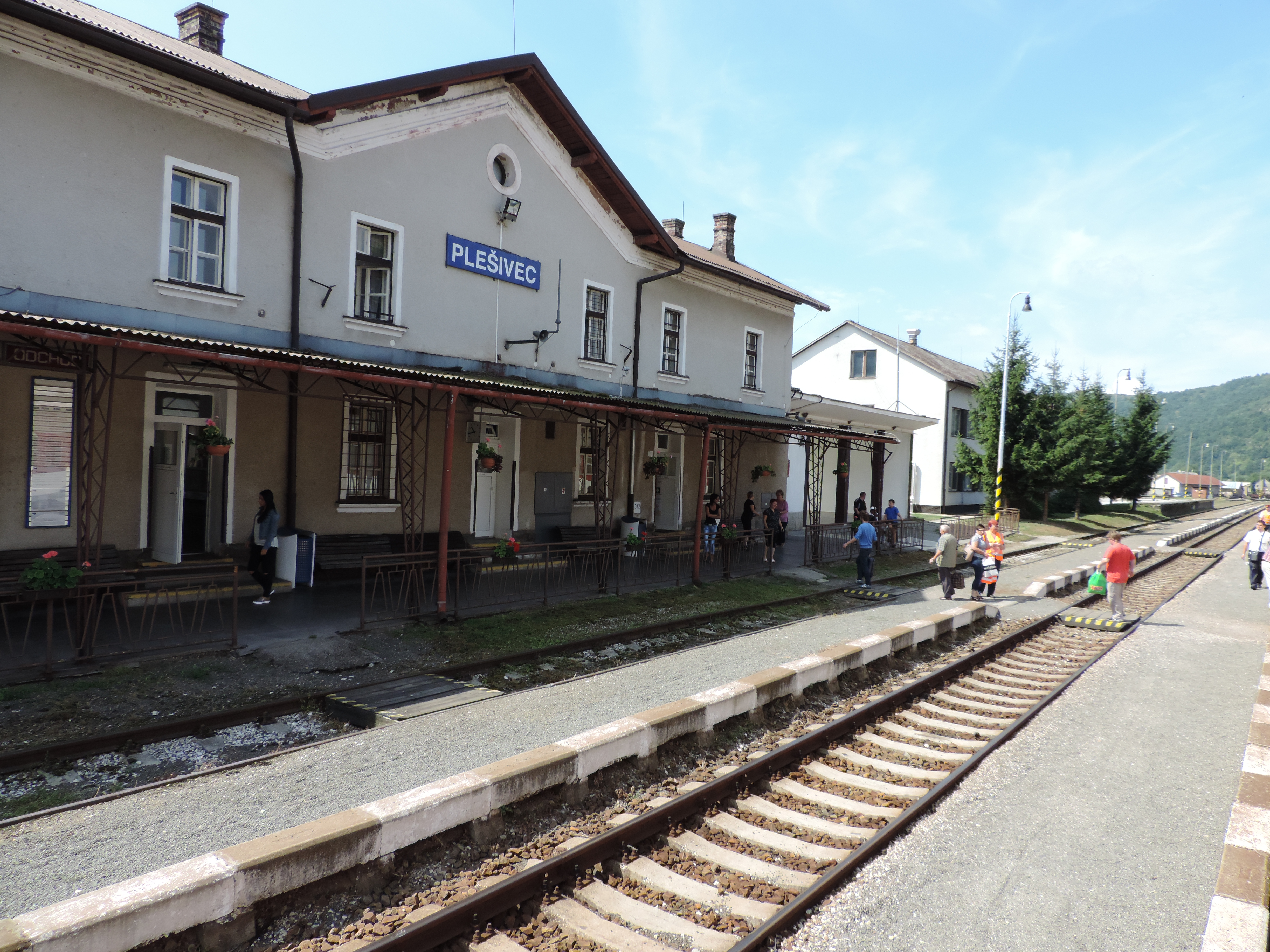
プレシヴェツ鉄道駅（2015年）
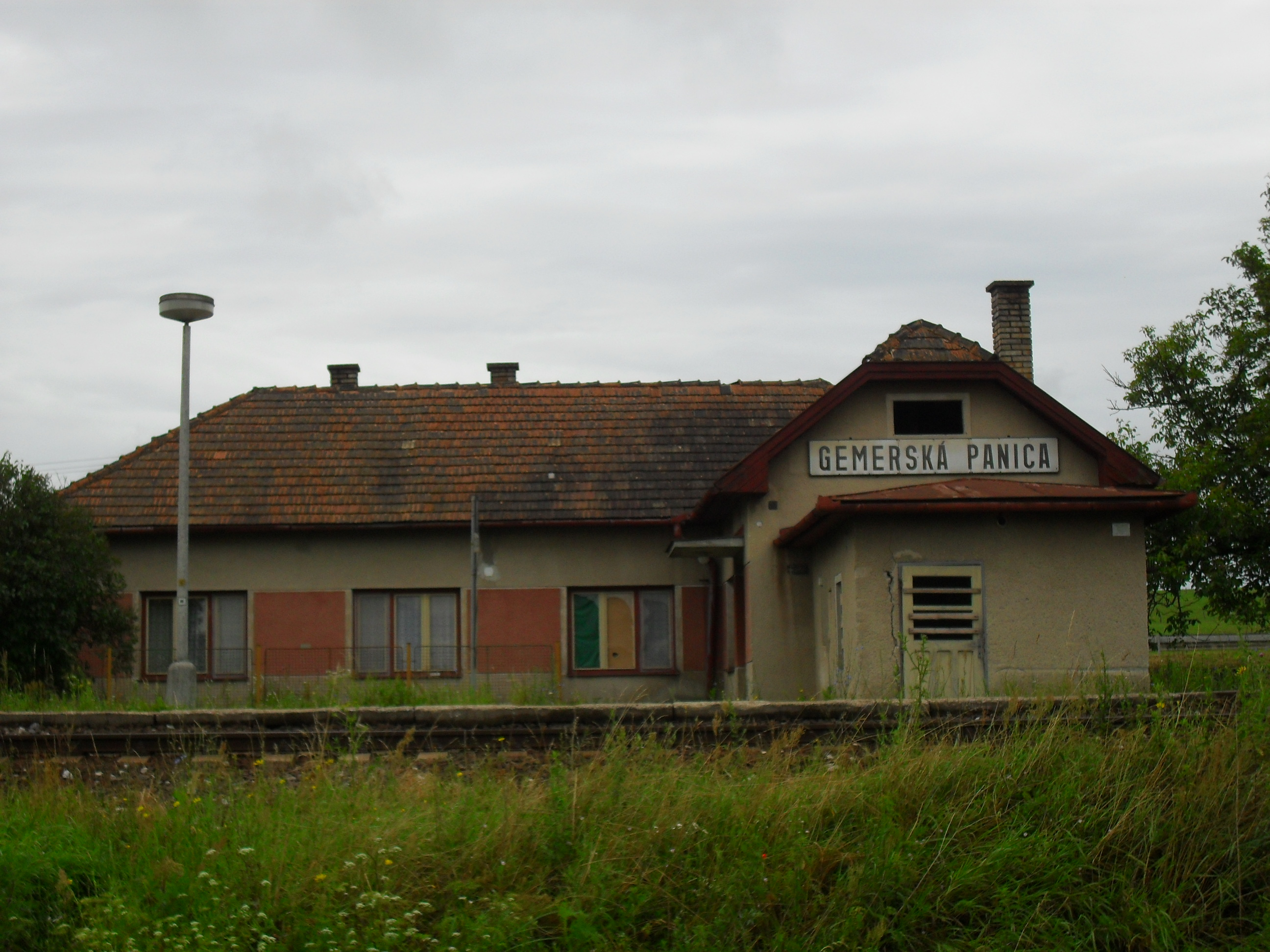
ゲメルスカーパニツァ停留場（2010年）
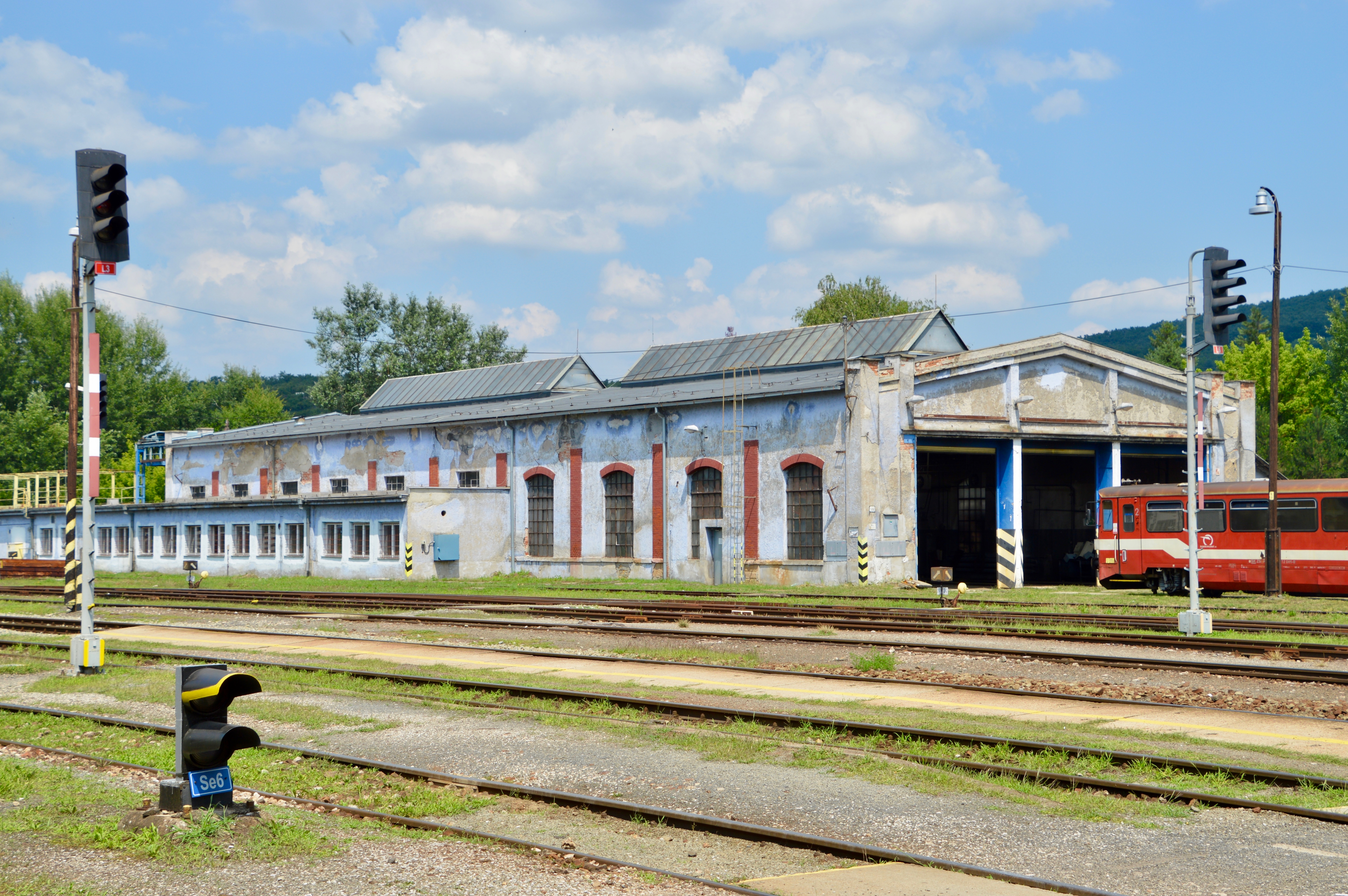
フィリャコヴォ鉄道駅構内の機関庫（2021年）
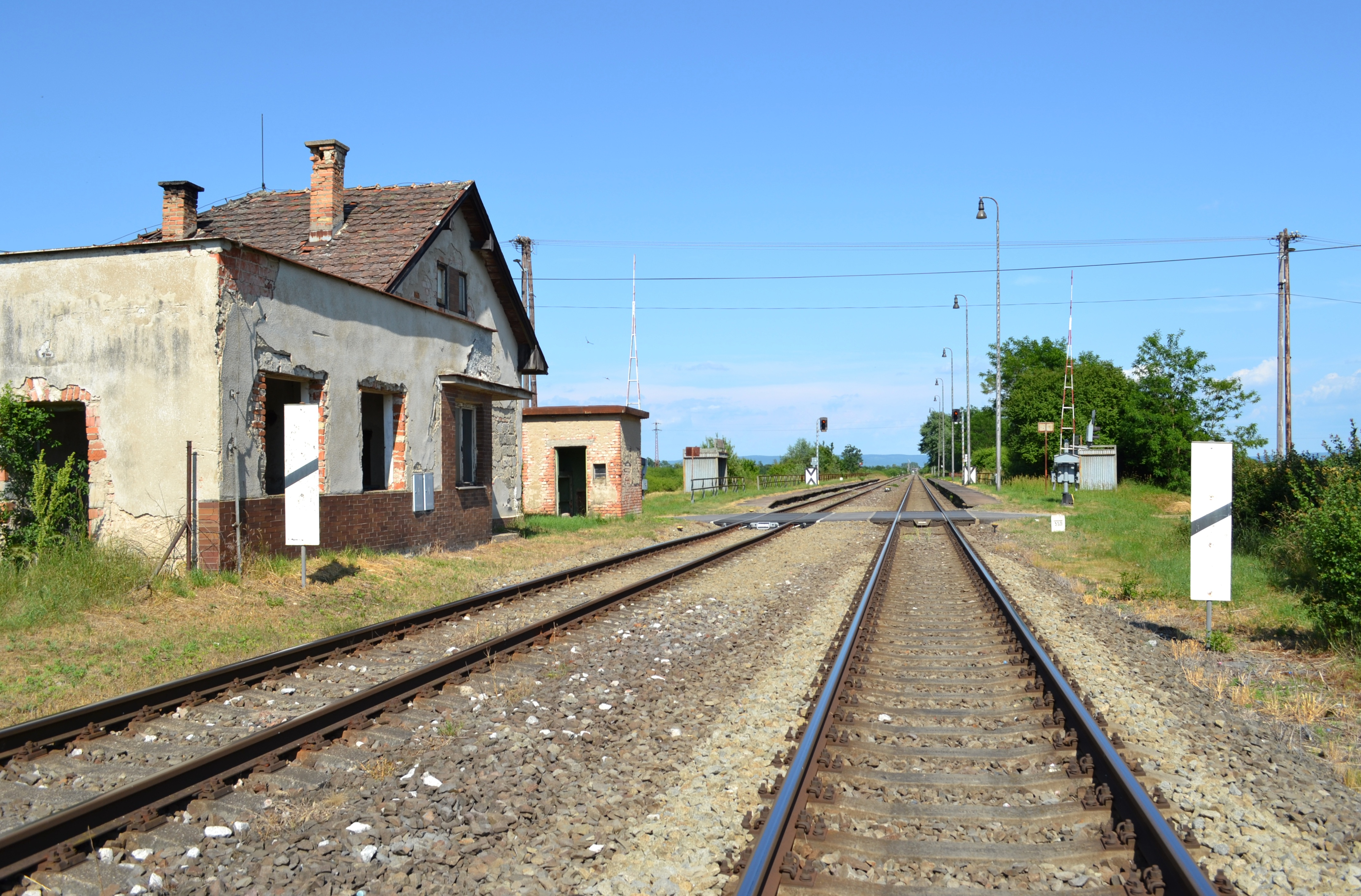
オラーウカ停留場
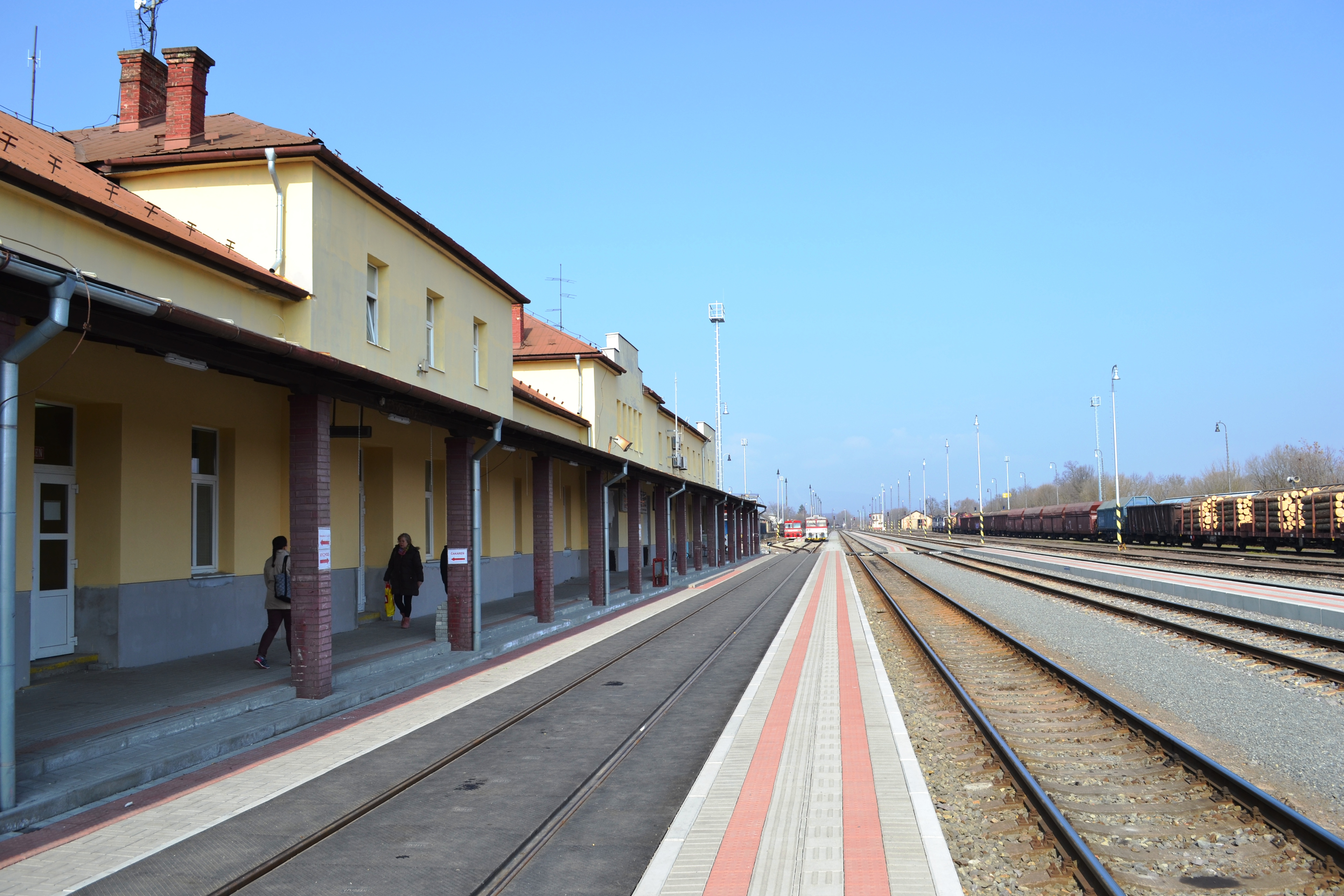
施設の近代化が行われたルチェネツ鉄道駅（2018年）
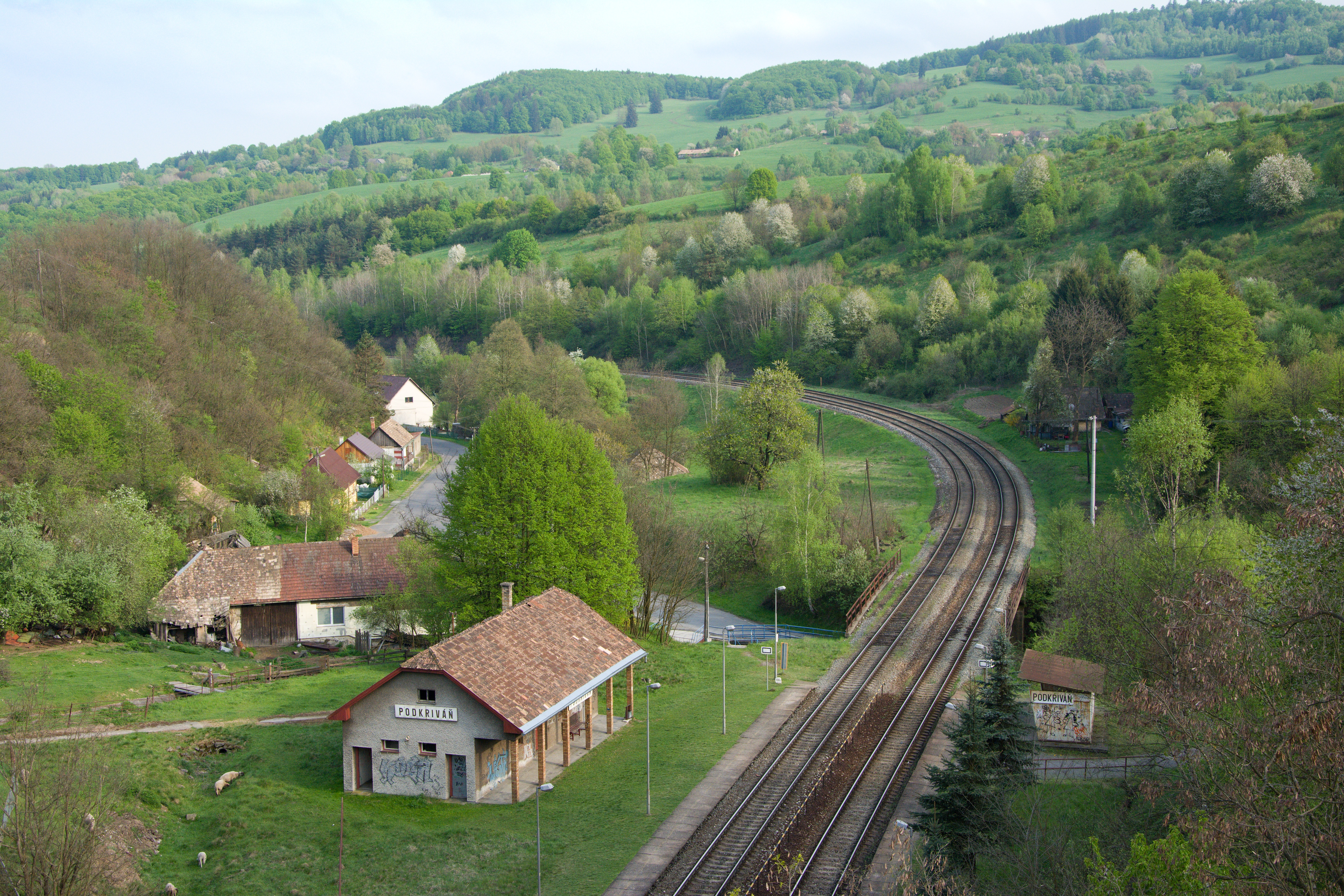
ストリツァ山地の峠区間。旧クリヴァーニュトンネル跡の切り通し上からコシツェ方を望む（ポドクリヴァーニュ停留場）
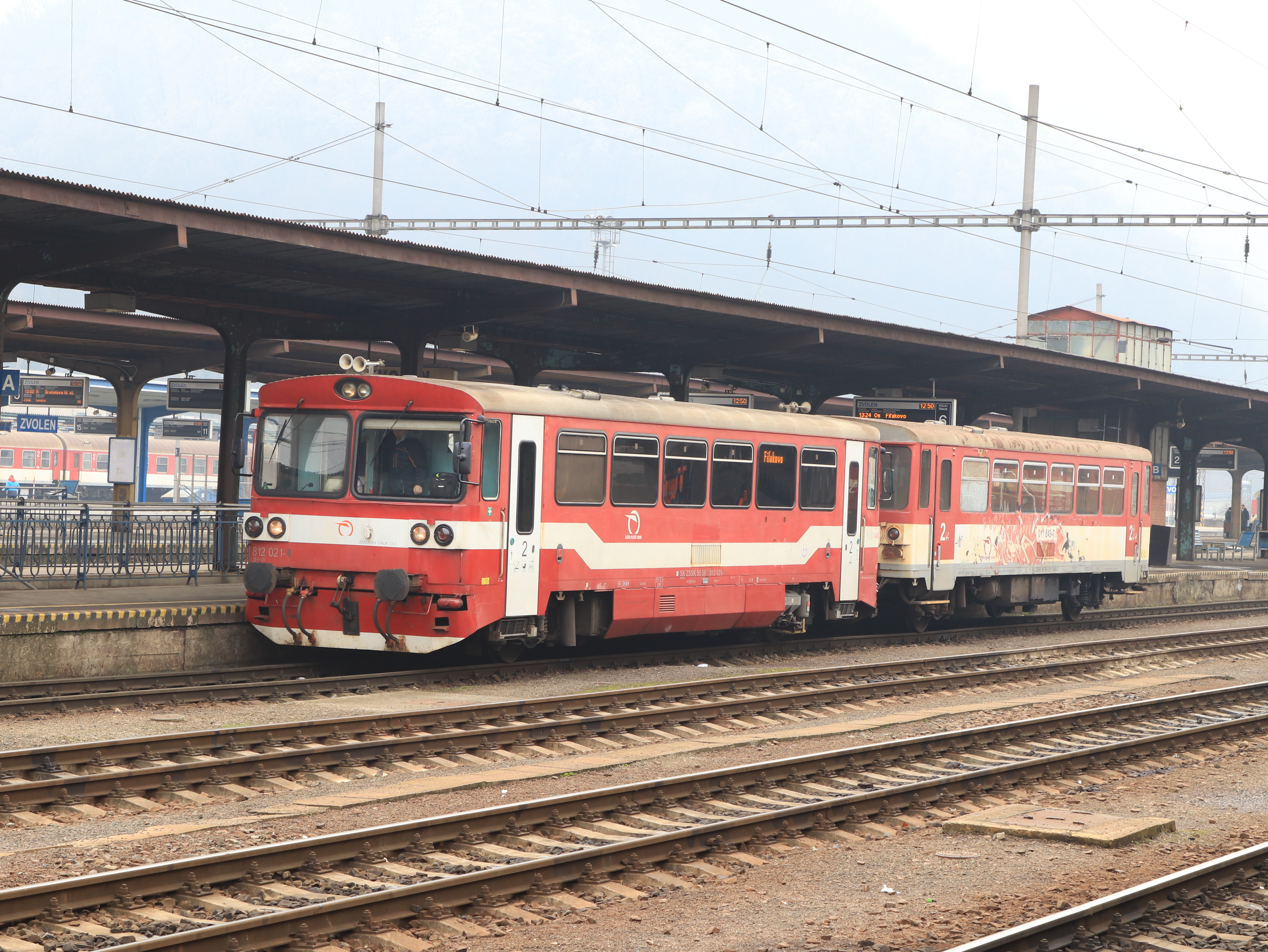
ズヴォレン旅客駅に停車中のフィリャコヴォ行旅客Os6219列車（2020年）

## モルダヴァナッポドヴォウ電化
ŽSRは2020年、非電化のコシツェ - プレシヴェツ線ハニスカプリコシツィアフ - モルダヴァナッボドヴォウ間およびプレシヴェツ - ズヴォレン旅客駅線フィリャコヴォ - ズヴォレン貨物駅間の2区間について、電化および路線近代化の検討をおこなった。
検討内容は、電化および複線区間の延伸、鉄道駅・鉄道停留場の施設更新、列車保安設備の近代化、最高速度の120km/h化に関する投資対効果で、このうちフィリャコヴォ - ズヴォレン貨物駅については、工費は最低限の内容でも2億3500万ユーロに達して投資が過大との結論に達し、ŽSRはハニスカプリコシツィアフ - モルダヴァナッボドヴォウ間について2021年6月30日、電化および近代化工事を行うことを決定した。
同工事ではモルダヴァナッボドヴォウ鉄道駅でコシツェ - プレシヴェツ線に接続するメジェウ - モルダヴァナッボドヴォウ線（111 D）のうち、現在ZSSKが813形ディーゼル動車でコシツェまでの直通区間列車を運行しているモルダヴァナッボドヴォウメスト - モルダヴァナッボドヴォウ間についても対象に含めている、同工事においては線路規格の改良は見送り、最高速度は現状の100km/hで据え置かれる予定である。

## 歴史
1860年8月14日、現在のコシツェ - プレシヴェツ線コシツェ - バルツァ間を含むミシュコルツ - カッシャ（スロバキア名・コシツェ）鉄道線がティサヴィデーキ鉄道会社（ハンガリー語:Tiszavidéki Vasút）によって開業した。ティサヴィデーキ鉄道会社は1880年、ハンガリー王立鉄道（ハンガリー語:Magyar Királyi Államvasutak, MÁV）に買収国有化されたのち、バールツァから分岐してトルナ（スロバキア名・トゥルナナッポドヴォウ）に至るバルツァ - トルナ鉄道線（1890年10月12日開業）および中間のセプシ（スロバキア名・モルダヴァナッポドヴォウ）からメツェンゼーフ（スロバキア名・メゼウ）に至るセプシ - メツェンゼーフ支線（現・メジェウ - モルダヴァナッポドヴォウ線、TTP路線番号:111 D、1894年8月1日開業）が建設されたほか、1892年にはトルナからミシュコルツに至るトルナ - ミシュコルツ鉄道線（現・MÁV Zrt.ヒードヴェーガルドー国境 - サヨーエチェグ線、MÁV規定路線番号:27）が接続した。
一方、ハンガリー北部鉄道会社（ハンガリー語:Magyar Északi Vasút, MÉV）は1868年、シャルゴータルヤーン - ゾーイオム（スロバキア名・ズヴォレン） - ルットカ（スロバキア名・ウルートキ）鉄道線を着工した。しかしハンガリー北部鉄道は経営難から1869年にMÁVに買収国有化され、1871年5月4日にフュレク（スロバキア名・フィリャコヴォ） - ロソンツ（スロバキア名・ルチェネツ）間が、翌6月18日にロソンツ - ゾーイオム間が開業した。
同じころ、現在のコシツェ県西部からバンスカービストリツァ県東部にかけてのゲメル地方でも、鉄鉱石や銅などの鉱業や林業の好況を背景に、民間出資による鉄道建設計画が具体化した。1871年、民間の共同出資で鉱山都市ドブシナ（スロバキア名・ドブシナー）からスラナー川沿いにロセナウ（スロバキア名・ロジュニャヴァ）、ペルショーツ（スロバキア名・プレシヴェツ）を経てバーンレーヴェ（ハンガリー・ボルショドアバウーイゼンプレーン県）に至る路線（現・ドブシナー - ロジュニャヴァ線、TTP路線番号:111 A）と、バーンレーヴェ - フュレク間および中間のフェレディンツェ（スロバキア名・イェセンスケー）で分岐しティソルツ（スロバキア名・チソヴェツ、現・イェセンスケー - ブレズノ＝ハルニ - ブレズノ線イェセンスケー - チソヴェツ間、TTP路線番号:116 B）に至る計3線区の建設が開始された。
建設事業はまもなく王立ハンガリー国家鉄道（MÁV、ハンガリー国鉄）に移管された。1873年9月10日にバーンレーヴェ - フュレク鉄道線が全通したのに続き、ドブシナー - バーンレーヴェ鉄道線ロセナウ（スロバキア名・ロジュニャヴァ、現ロジュニャヴァプレドメスチエ鉄道停留場） - バーンレーヴェ間が1874年6月1日に、ドブシナ - ロセナウ間が翌7月20日にそれぞれ開通した。

### チェコスロバキア成立と路線への影響

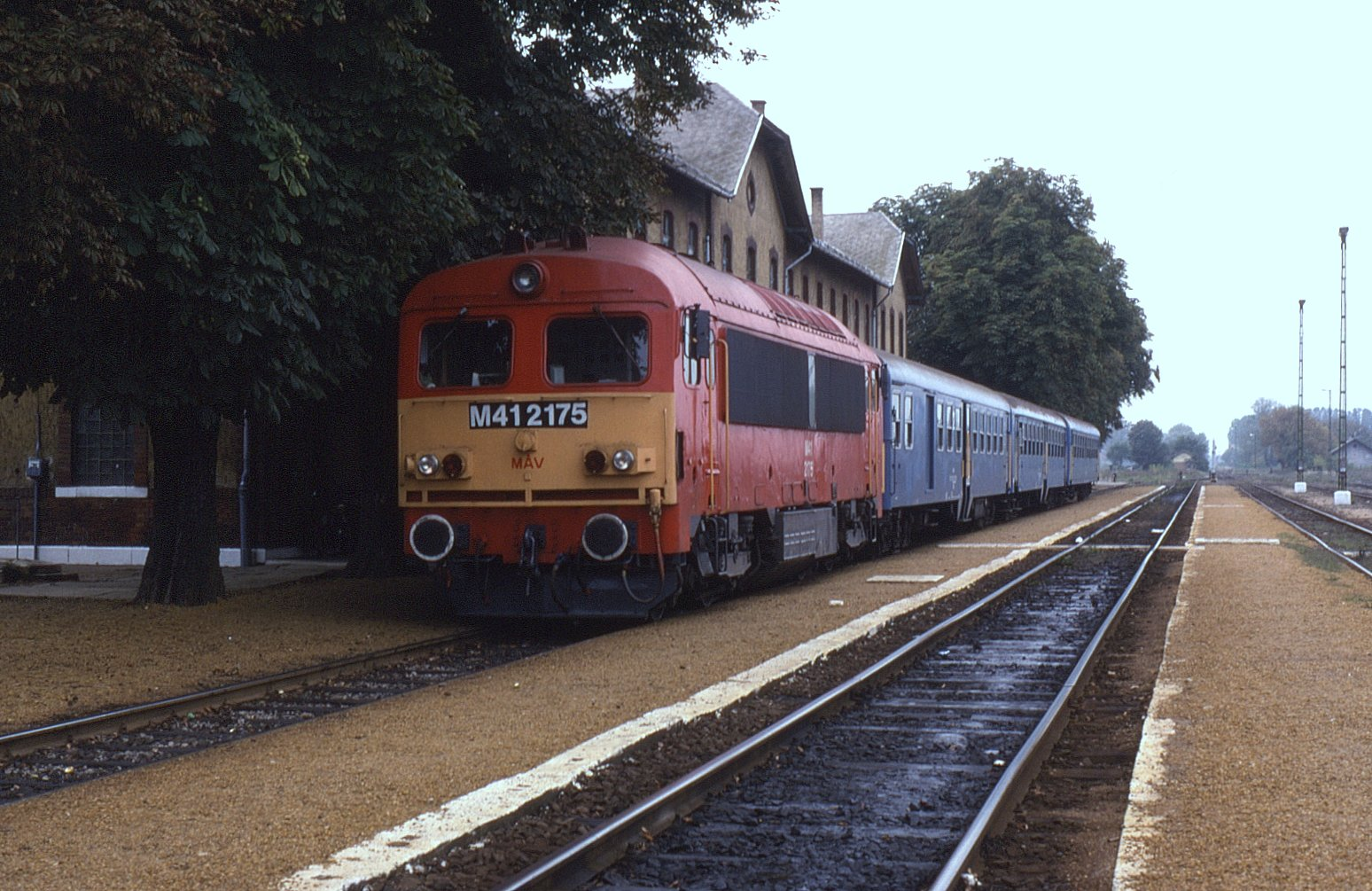
フィリャコヴォ方面とプレシヴェツおよびロジュニャヴァ方面の開業当初のターミナル駅であったハンガリーのバーンレーヴェ鉄道駅。当駅から約900m西（画面奥）に国境線が引かれ分断された（ハンガリー・バーンレーヴェ村、1996年）

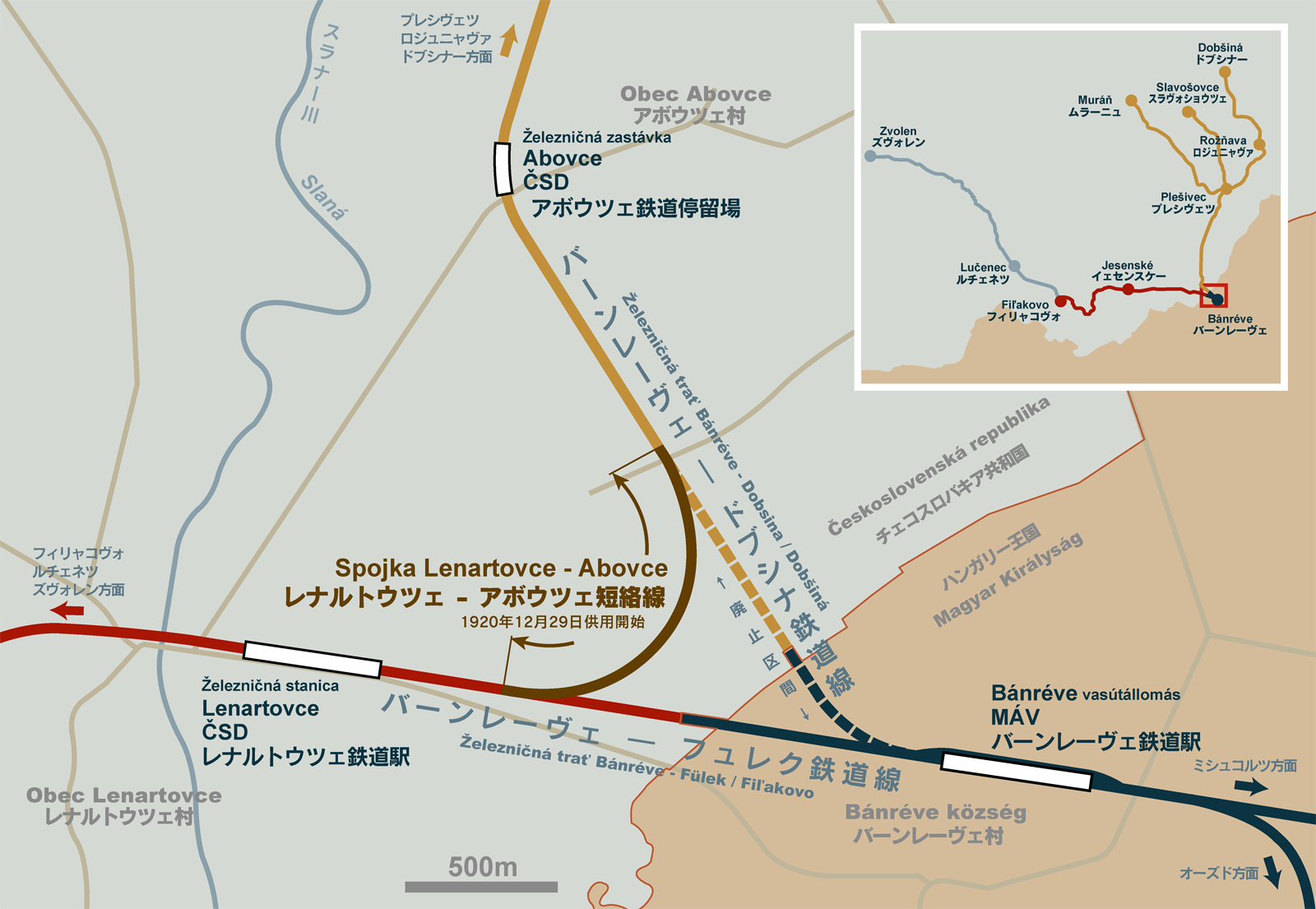
チェコスロバキア成立に伴うバーンレーヴェ周辺の路線異動（1919年-1920年）

第一次世界大戦では、バーンレーヴェ - フュレク線およびドブシナ - バーンレーヴェ線のターミナル駅であるバーンレーヴェ村付近がチェコスロバキアとハンガリーの国境となった。
バーンレーヴェ鉄道駅は当初ハンガリー側の管理下に置かれ、ドブシナ - バーンレーヴェ線および同線ペルソーツ（スロバキア名・プレシヴェツ）鉄道駅から分岐するペルソーツ - ムラーニュ線（現・プレシヴェツ - ムラーニュ線、TTP路線番号:111 C）とペルソーツ - ナジュサボス線（現・プレシヴェツ - スラヴォショウツェ線、TTP路線番号:111 B）の全線が運行不能になったあと、チェコスロバキア軍がバーンレーヴェ鉄道駅を占領して運行が再開されたが、1919年9月のチェコスロバキア共和国独立確定に伴い、バーンレーヴェ村がハンガリー領となることが決まったため、バーンレーヴェ鉄道駅は1919年12月15日付けでMÁVに引き渡され、再び運行不能となった。ドブシナ - バーンレーヴェ線および2支線区はチェコスロバキア国内のどの鉄道線からも孤立する事態となった。
チェコスロバキア領内のMÁV線を承継したチェコスロバキア国鉄（ČSD）は、自動車輸送でイェセンスケー - ブレズノ線チソヴェツ鉄道駅から自動車輸送でプレシヴェツ - ムラーニュ線ムラーニュ鉄道駅に郵便物および食料品を運び込んだあと、残存区間に引き上げた車両を用いてムラーニュ発プレシヴェツ経由ドブシナー行臨時列車を2週間に1本のペースで運行したが、輸送経費は通常よりも高く、また石炭の輸送はできなかった。1920年2月になってハンガリー側はČSD列車のバーンレーヴェ経由を認めるとし、同年2月15日からドブシナーへの列車運行が再開されたものの、経由可能な列車には厳しい条件が課せられた。
このためチェコスロバキア政府は、いずれもバーンレーヴェ鉄道駅の隣駅で、ズヴォレン方の国境駅となったレナルトウツェ鉄道駅と、ドブシナー方の国境駅となったアボウツェ鉄道停留場間に、ハンガリー領内を経由しない短絡線（停車場間距離2.71km）の建設を計画。1920年9月に着工し、同年12月29日に運用を開始した。旧線となったバーンレーヴェ - アボウツェ間のチェコスロバキア領内の区間は直ちに撤去され廃止された。
その上で、ズヴォレン方はフィリャコヴォ - ズヴォレン間とレナルトウツェ - フィリャコヴォ間、アボウツェ - レナルトウツェ間短絡線、プレシヴェツ - アボウツェ間を統合してプレシヴェツ - ズヴォレン線に、プレシヴェツ以北はドブシナー - プレシヴェツ線にそれぞれ再編した。 一方コシツェ方でも、国境によってミシュコルツ方と分断されたフェルショーゾルツァ - カッシャ線のうち国内区間のコシツェ - バルツァ間とバールツァ - トルナ線を統合し、コシツェ - トゥルニャナッポドヴォウ線に再編した。

### ゲメル短絡線

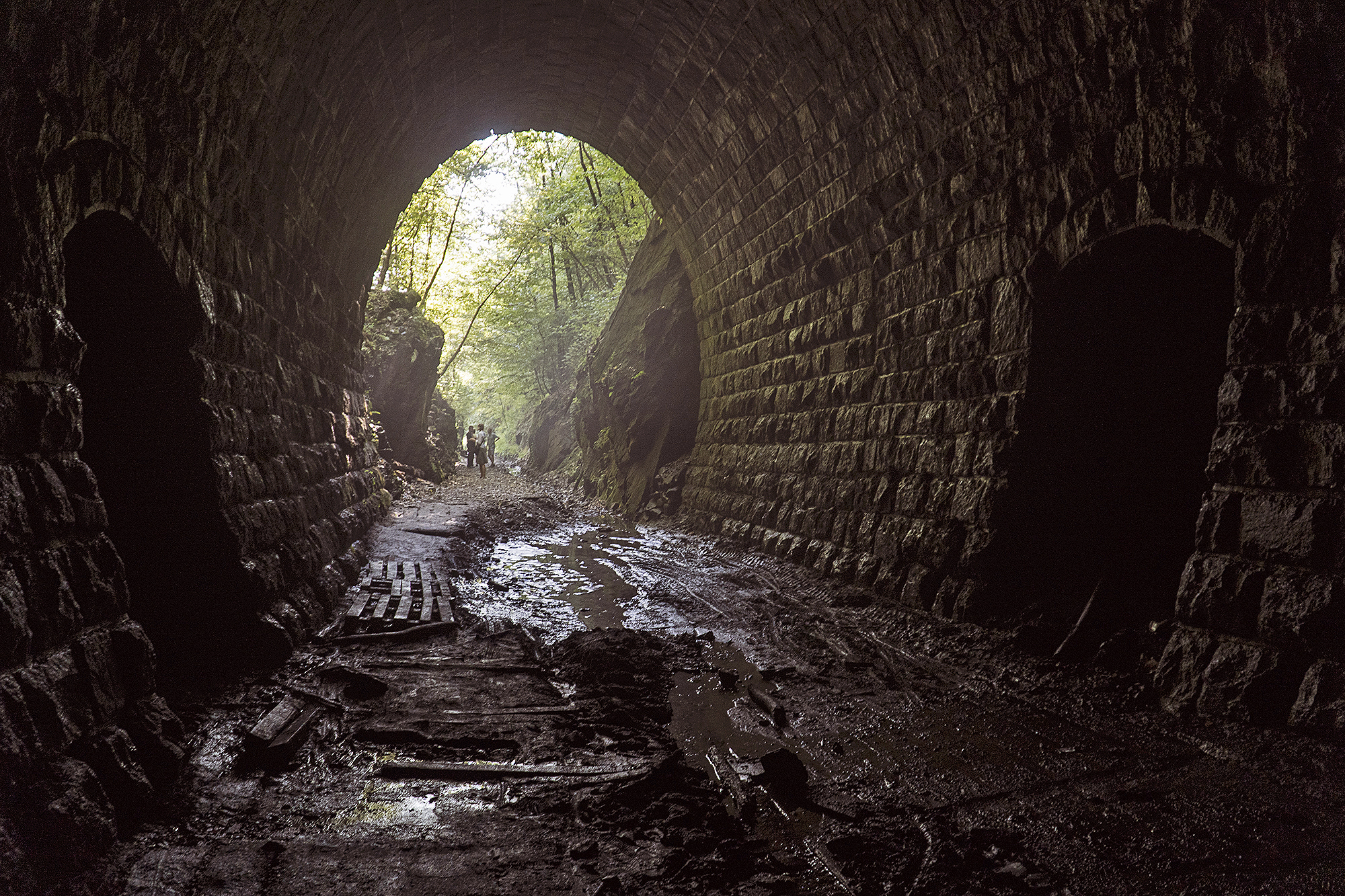
短絡線群中最長のスラヴォショウツェトンネル（全長2.4km）は現在のプレシヴェツ - ムラーニュ線とプレシヴェツ - スラヴォショウツェ線を接続する予定だった。現在サイクリングコースの一部となっている（2019年）

スロバキア第一共和国（スロバキア国）が発足し域内のČSD線が同国運輸公共事業省所管の国営スロバキア鉄道（SŽ）に分割された直後の1939年3月17日、突如ハンガリー軍がスロバキアの再併合を目指して侵攻し（スロバキア・ハンガリー戦争）、第一次ウィーン裁定によってスロバキア南部がハンガリーに割譲された。プレシヴェツ - ズヴォレン線はプレシヴェツ - ルチェネツ間がMÁVに編入され、ルチェネツ隣駅のトマーショウツェ鉄道駅がスロバキア側の国境駅になるとともに、プレシヴェツ鉄道駅起点のゲメル地方3支線で、起点方の南部区間がMÁVに分割された。
- プレシヴェツ - ムラーニュ線（現・111 C） : イェルシャヴァ鉄道停留場（イェルシャヴァ市域、現存せず）以南がMÁVに編入されヒジュニアンスカーヴォダ（現ルベニーク） - ムラーニュ線
- プレシヴェツ - スラヴォショウツェ線（現・111 B）：クノヴァテプリツァ鉄道駅（クノヴァテプリツァ村域）以南がMÁVに編入されシュチクニーク - スラヴォショウツェ線
- ドブシナー - プレシヴェツ線（現ドブシナー - ロジュニャヴァ線、111 A）：ナダブラ鉄道停留場（ロジニャヴァ市域）以南がMÁVに編入されドブシナー - ベトリアル線

このほか当線に接続するイェセンスケー - ブレズノ線も南部のリマウスカーソボタ鉄道駅以南がMÁVに編入され、チェレンチャニ鉄道停留場以北がチェレンチャニ - ブレズノ線として残存した。
このうちチェレンチャニ - ブレズノ線はブレズノでチェルヴェナースカラ - バンスカービストリツァ線と接続していたため孤立は避けられたが、ゲメル地方3線区については、ハンガリー領となったプレシヴェツ以外にほかの国内鉄道線との接続を持たないため、いずれも山岳に囲まれた北部の残存区間が孤立線区となった。列車はハンガリー経由でしか入線することができなくなったため、住民生活や経済活動、行政面で混乱し、特にプレシヴェツ - スラヴォショウツェ線では、16世紀から操業を続けるスラヴォショウツェ製紙工場（Slavošovské papierne、現スラヴォショウツェ製紙株式会社）で原料供給及び製品輸送が行えなくなり、深刻な状況となった。
こうした事態を受けて運輸公共事業省は、各線から周囲の山岳を越える短絡線群「ゲメル短絡線群」（sk:Gemerské spojky）を建設して各線を横断的に接続し、さらにチェレンチャニ - ブレズノ線と接続することで、ブレズノ経由でバンスカービストリツァやズヴォレンに出るルートを確保する計画を立案した。チェレンチャニ - ブレズノ線側でも、チソヴェツ - ポフロンスカーポルホラ間にラック式の別線を建設して輸送力を強化することにした。
計画された短絡線は次の通りである。
- チソヴェツ（チェレンチャニ - ブレズノ線） - レビューツァ（ヒジュニアンスカーヴォダ - ムラーニュ線）間 - 全長24km、隧道6か所を含む。着工したが未成。
- ヒジュニアンスカーヴォダ（ヒジュニアンスカーヴォダ - ムラーニュ線） - スラヴォショウツェ（シュチクニーク - スラヴォショウツェ線）間 - 全長14km、隧道3か所を含む。着工したが未成。
- シュチクニーク（シュチクニーク - スラヴォショウツェ線） - ニジュナースラナー（ドブシナー - ベトリアル線）間 - 全長20km、隧道5か所。未着工。
- ドブシナー（ドブシナー - ベトリアル線） - ジェジンキ（マルゲツァニ - チェルヴェナースカラ線）：1920年代にチェコスロバキア鉄道省が敷設を検討していた区間[16]。計画のみ。

このほか、ルチェネツ起点のウチェカーチュ - ルチェネツ線（現・117 A）でもオパトーヴァプリルツェンツィ鉄道停留場（ルチェネツ市域）以南がMÁVに編入されたため、同線の国境駅ヴェリュカーヴェス鉄道停留場と本線の国境駅となったトマーショウツェ鉄道駅を結ぶ短絡線を建設し、1940年に運用を開始し、元の国境が復活したのちの1949年まで運用されたほか、同線コカヴァナドリマヴィツォウとチェレンチャニ - ブレズノ線リマウスカーバニャ間の短絡線も構想された。
ゲメル短絡線群は一部で着工し隧道や橋梁で完成したところもあったが、まもなく終戦を迎え元の国境が復活したため、計画は放棄された。現在も未成区間では遺構が残っており、自然遊歩道やサイクリングコースなどとして使用されている。

### 南部幹線

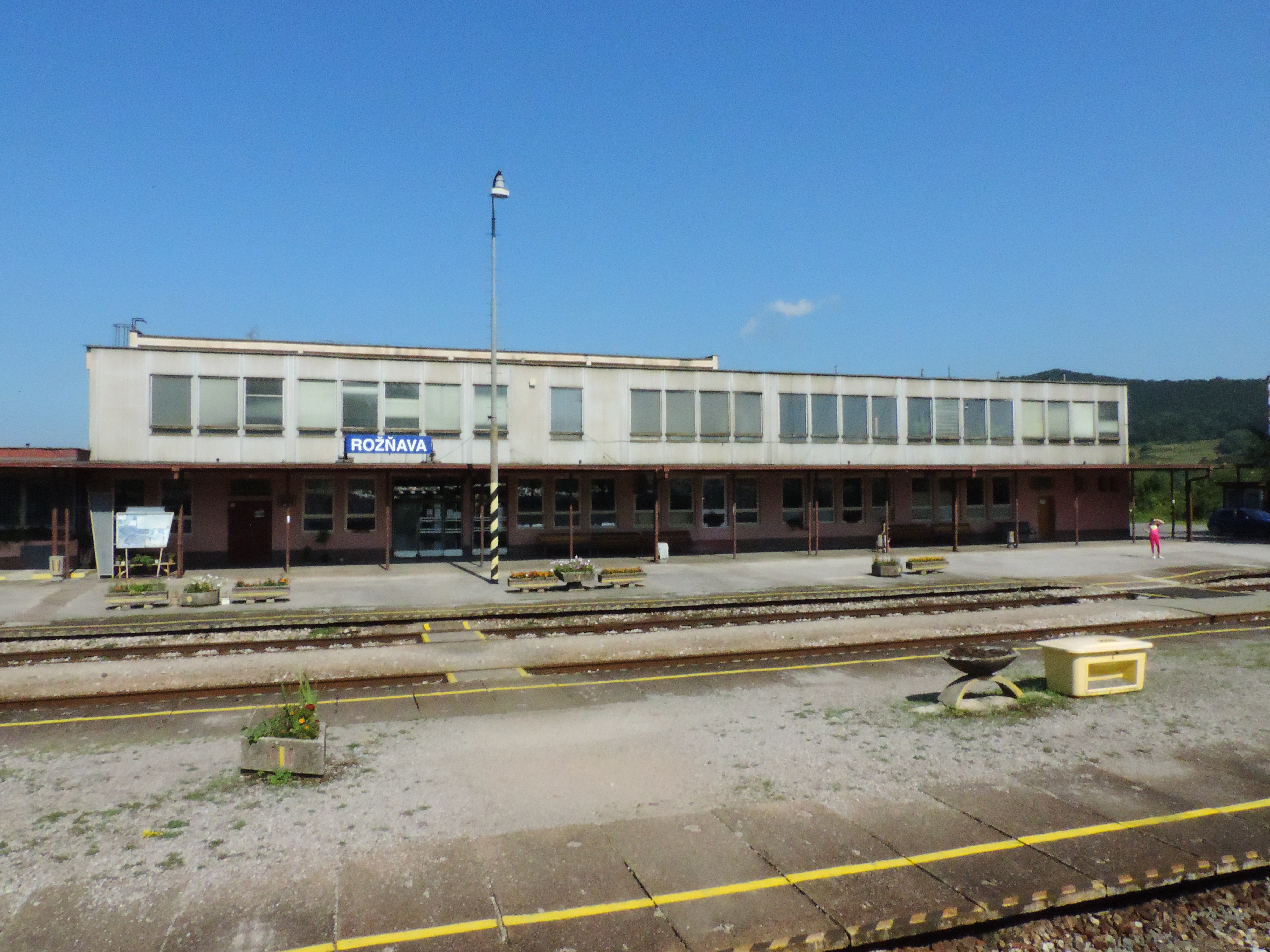
戦後の南部幹線建設に伴い分岐駅として新設された現ロジュニャヴァ鉄道駅（2014年）

スロバキア域内における東西連絡の鉄道線は、チェコスロバキア成立時から長くコシツェ - ボフミーン鉄道（コシツェ - クラリョヴァニ線、クラリョヴァニ - プーホウ線クラリョヴァニ - ジリナ間およびジリナ - ボフミーン線）の北部ルートしかなく、1936年には中部ルートとしてスロバキア鉱石山脈（Slovenské rudohorie）を横断する山岳線のマルゲツァニ - チェルヴェナースカラ線およびチェルヴェナースカラ - バンスカービストリツァ線も全通したが、幹線規格の新しい東西連絡ルートの確立が急務となっていた。
ゲメル地方のリプトウニーク村とアボウ地方のヤブロノヴォムナットゥルニョウ村（ともに現コシツェ県ロジュニャヴァ郡）の境にあるヤブロノウ台地の最低部、ヤブロノウ鞍部（sk:Jablonovské sedlo）を越える新線を建設し、スロバキア南西部のドブシナー - ロジュニャヴァ線およびプレシヴェツ - ズヴォレン線とコシツェ - トゥルニャナッポドヴォウ線を結ぶ計画は戦前からあったが、1939年のハンガリーによる侵攻と第一次ウィーン裁定によって一帯がハンガリーに割譲されたため、計画は頓挫していた。
戦後、元の国境が回復し対ソ連間の東西輸送が増大する中、計画は東西連絡南部ルートの南部幹線（Južná magistrála）として再び実施されることになり、コシツェ - トゥルニャナッポドヴォウ線トゥルニャナッポドヴォウ鉄道駅からヤブロノウ鞍部を長大トンネルで越え、ドブシナー - プレシヴェツ線ロジュニャヴァ鉄道駅にいたる約30kmの新線を建設し、1953年末に供用開始する計画が決定した。
ヤブロノウ鞍部を南北に貫くヤブロノウトンネル（sk:Jablonovský tunel、全長3148m）は、新線リプトウニーク鉄道駅 - トゥネル信号場間に設けられ、当時のチェコスロバキア国内で3番目に長いトンネルとなった。当初は複線トンネルとする案もあったが、工費の問題から単線とした。南側コシツェ方から2730m区間が直線、北側ズヴォレン方418m区間が半径600mの曲線で、トンネル内勾配は3‰および5‰である。
ČSDの施工で1951年10月27日に掘削を開始。当初は旧来の矢板工法を採用し、1952年2月からは地質に適したオーストリア工法（旧オーストリア工法）に変更したものの、予算不足による資器材及び作業員の確保難から工事は難航。1952年7月にはヤブロノウに設置された路線企業国営会社（Trate družby n.p.）第05プラントに施工が移管され、引き続き計画の1953年末供用開始を目指し国内メディアの注目を集めながら工事を急ピッチで進めたが、慢性的な人員不足と切羽の労働環境悪化、出水などが続いたため、貫通は1953年4月30日、竣工およびČSDへの引き渡しは1954年半ばにずれ込み、線路敷設を経た供用開始は1955年1月23日となった。
新線開業と同時にČSDはドブシナー - プレシヴェツ線ロジュニャヴァ - プレシヴェツ間とコシツェ - トゥルニャナッポドヴォウ線をコシツェ - プレシヴェツ線に編入した。
現在のロジュニャヴァ鉄道駅は、コシツェ方面と接続する南部幹線の新線建設時に分岐地点となった旧ブルゾチーン鉄道停留場 - 旧ロジュニャヴァ鉄道駅間に開設されたもので、このとき従来のロジュニャヴァ鉄道駅はロジュニャヴァプレドメスチエ鉄道駅（現鉄道停留場）に改称してドブシナー - ロジュニャヴァ線に編入されている。